# Lady Macbeth sibérienne
Pour plus de détails, voir Fiche technique et Distribution.
Lady Macbeth sibérienne (polonais : Sibirska Ledi Magbet) est un film réalisé en 1961 par Andrzej Wajda. Ce film est tiré du roman Lady Macbeth du district de Mtsensk de Nikolai Leskov.

## Fiche technique
- Titre original : Sibirska Ledi Magbet
- Titre français : Lady Macbeth sibérienne
- Réalisation : Andrzej Wajda
- Scénario : tiré d'un roman de Nikolai Leskov
- Photographie : Aleksandar Sekulović (en)
- Musique :
- Pays d'origine : Pologne, Yougoslavie
- Genre : Drame
- Durée : 93 minutes
- Date de sortie : 1962

## Distribution
- Ljuba Tadić : Sergei
- Olivera Marković : Katerina Izmajlova / Lady Macbeth
- Miodrag Lazarević : Zinowij Izmajlov
- Bojan Stupica : Borys Izmajlov
- Branka Petrić : ount
- Ingrid Lotarijus : Sonetka
- Dragomir Bojanić : Prystav
- Vladimir Kenig : Fiedia
- Kapitalina Erić : Aksinia